# Az ördög Ohióban
Az ördög Ohióban (eredeti cím: Devil in Ohio) 2022-es amerikai thrillersorozat, amelyet Daria Polatin alkotott. A főbb szerepekben Emily Deschanel, Sam Jaeger, Gerardo Celasco, Madeleine Arthur és Xaria Dotson látható.
Amerikában és Magyarországon 2022. szeptember 2-án mutatta be a Netflix.

## Ismertető
Mae, egy tinédzser, akinek a hátába egy fordított pentagramot véstek, felbukkan egy ohiói kórházban. Esete felkeltik a kórház pszichiáterének, Dr. Suzanne Mathisnek az érdeklődését, aki felajánlja, hogy a lányt nála helyezi el, amíg megfelelő nevelőcsaládot keres. Hamarosan kiderül, hogy Mae egy ördögimádó szektából szökött meg a szomszédos vidéki megyében. A hatóságok már régóta próbálnak nyomozni a szekta után, de a vallásszabadsággal kapcsolatos kérdések és a hevesen védelmező megyei seriff akadályozza őket. Nem telik el sok idő, mire Mae jelenléte felfordulást okoz a Mathis családban.

## Szereplők

### Főszereplők
| Szereplők          | Színész          | Magyar hang          | Leírás                                                                                            |
| ------------------ | ---------------- | -------------------- | ------------------------------------------------------------------------------------------------- |
| Dr. Suzanne Mathis | Emily Deschanel  | Bertalan Ágnes       | Kórházi pszichiáter.                                                                              |
| Peter Mathis       | Sam Jaeger       | Csík Csaba Krisztián | Suzanne férje, aki ingatlanfejlesztő.                                                             |
| Lopez              | Gerardo Celasco  | Papp Dániel          | Nyomozó, aki Mae ügyében nyomoz.                                                                  |
| Mae                | Madeleine Arthur | Mayer Szonja         | Kiegyensúlyozott és sztoikus tinédzser, akinek a személyazonossága éppoly rejtélyes, mint ő maga. |
| Jules Mathis       | Xaria Dotson     | Vida Sára            | Suzanne és Peter tizenöt éves lánya.                                                              |
| Helen Mathis       | Alisha Newton    | Rigler Renáta        | Suzanne és Peter legidősebb lánya, aki végzős gimnazista.                                         |
| Dani Mathis        | Naomi Tan        | Hegedűs Johanna      | Suzanne és Peter legfiatalabb lánya.                                                              |

### Mellékszereplők
| Szereplők        | Színész         | Magyar hang    |
| ---------------- | --------------- | -------------- |
| Adele Thornton   | Marci T. House  | Kocsis Mariann |
| Wilkins seriff   | Bradley Stryker | Rába Roland    |
| Isaac Kimura     | Jason Sakaki    | Nagy Gereben   |
| Sebastian Zelle  | Evan Ellison    | Penke Bence    |
| Teddy Harrington | Ty Wood         | Bergendi Áron  |
| Rhoda Morrison   | Samantha Ferris | Szórádi Erika  |

### Magyar változat
- Magyar szöveg: Kecskés Enikő
- Hangmérnök: Halas Péter
- Vágó: Pilipár Éva
- Gyártásvezető: Vigvári Ágnes
- Szinkronrendező: Szalay Csongor
- Produkciós vezető: Gyarmati Ádám

A szinkront a Direct Dub Studios készítette.

## Epizódok
| Sor. | Év. | Cím                               | Rendező           | Író                            | Premier             |
| ---- | --- | --------------------------------- | ----------------- | ------------------------------ | ------------------- |
| 1.   | 1.  | Megtört zuhanás (Broken Fall)     | John Fawcett      | Daria Polatin                  | 2022. szeptember 2. |
| 2.   | 2.  | Menedék (Sanctuary)               | John Fawcett      | Daria Polatin                  | 2022. szeptember 2. |
| 3.   | 3.  | Anyám őrzője (Mother's Keeper)    | Brad Anderson     | Daria Polatin                  | 2022. szeptember 2. |
| 4.   | 4.  | Függőség (Rely-upon)              | Brad Anderson     | Kathleen Hale                  | 2022. szeptember 2. |
| 5.   | 5.  | Lángokba borítva (Alight)         | Leslie Hope       | Andrew Wilder                  | 2022. szeptember 2. |
| 6.   | 6.  | A szerelmem és én (My Love and I) | Leslie Hope       | Joy Gregory                    | 2022. szeptember 2. |
| 7.   | 7.  | Vérkötelék (By Blood)             | Steven A. Adelson | Aaron Carter és Lorelei Ignas  | 2022. szeptember 2. |
| 8.   | 8.  | Ébredés (The Dawning)             | Steven A. Adelson | Daria Polatin és Andrew Wilder | 2022. szeptember 2. |

## A sorozat készítése
2021. szeptember 15-én jelentették be, hogy a Netflix nyolc epizódos sorozatrendelést adott a Daria Polatin regénye alapján készülő limitált sorozatnak. Polatin, Rachel Miller és Andrew Wilder vezető producerként, Ian Hay pedig producerként működik közre. Polatin a showrunner szerepét is betölti.
A forgatás 2021. szeptember 8-án kezdődött Vancouverben, és 2021. december 13-án fejeződött be.